# Заболотьє (Артемовський міський округ)
Заболо́тьє (рос. Заболотье) — селище у складі Артемовського міського округу Свердловської області.
Населення — 28 осіб (2010, 50 у 2002).
Національний склад населення станом на 2002 рік: росіяни — 98 %.